# 不颜那木达失
不颜那木达失，又作不颜达失（蒙古语转写：Buyan Daš，羅馬化：Būyān tāš），《史集》等波斯史料记作那木达失，元朝皇族，成吉思汗次子察合台的后裔。他与兄长南忽里一同在对海都的窝阔台汗国战争中活跃，成为以沙州卫为据点的西宁王家族的始祖。

## 生平
不颜那木达失未在《元史》等汉文史籍中登场，但据《高贵系谱》等谱系史料确认，他是豳王出伯之子，曾作为对抗海都的将领活跃。《完者都史》记载，1314年前后，出伯之子南忽里与不颜那木达失、出伯侄子宽彻率十二万大军，从肃州至畏兀儿地区屯驻，与察合台汗国君主也先不花之弟埃米尔・火者率领的二万军队对峙。《完者都史》记载，不颜那木达失地位仅次于兄长、出伯家族宗主南忽里，并形成独立宗王家族。南忽里兄弟中还有忽塔忒迷失，他先受封西宁王，后在天历之变中建功，升为豳王（出伯家族宗主）。忽塔忒迷失死后，西宁王爵位由不颜那木达失之子速来蛮继承，其家族自此以西宁王为称。

## 子孙
- 不颜达失（Buyan Daš），豳王出伯之子
  - 西宁王速来蛮（Sulaymān），卜颜达失之子
    - 西宁王牙罕沙（Yaγan Šah），速来蛮之子，元顺帝时期，牙罕沙曾参与镇压红巾军。至正十二年（1352年），他与江浙行省平章政事卜颜帖木儿等出兵四川，讨伐徐寿辉[4][5]。史料记载他 “从四川返回沙州”，印证卜颜达失家族的根据地为沙州。
    - 王子速丹沙（Sulṭān šāh），速来蛮之子
      - 王子阿鲁哥失里（Erkeširi），速丹沙之子,《高贵系谱》记载牙罕沙之弟速丹沙之子为阿鲁哥失里，此人即明初沙州卫的始祖。
- 西宁王忽塔忒迷失（Qutatmiš），出伯之子，卜颜达失之弟